# Aleixo Estrategópulo
Aleixo Comneno Estrategópulo (em grego: Ἀλέξιος Κομνηνός Στρατηγόπουλος) foi um general bizantino durante o reinado de Miguel VIII Paleólogo (r. 1259–1282), que ascendeu ao posto de grande doméstico e césar. De ascendência nobre, aparece nas fontes já em idade avançada no começo dos anos 1250, liderando exércitos do Império de Niceia contra o Despotado do Epiro. Após perder o favor imperial e ser aprisionado por Teodoro II Láscaris (r. 1254–1258), Estrategópulo juntou-se aos aristocratas em torno de Miguel Paleólogo, e apoiou-o em sua ascensão ao trono após a morte de Teodoro II em 1258.
Ele participou na campanha de Pelagônia em 1259, indo adiante para capturar o Epiro, mas seus sucessos foram desfeitos no ano seguinte e ele foi capturado pelos epirotas. Libertado após alguns meses, liderou uma reconquista inesperada de Constantinopla do Império Latino em julho de 1261, restaurando o Império Bizantino. Foi capturado novamente pelos epirotas no ano seguinte e passou vários anos cativo na Itália, antes de ser libertado. Ele retirou-se dos assuntos públicos e morreu no começo dos anos 1270.

## Biografia

### Origens e família

Mapa da região por volta de 1230

Nada é conhecido dos primeiros anos da vida de Aleixo Estrategópulo nem sua exata ascendência, exceto que pertenceu à nobreza: outros Estrategópulos são mencionados nos séculos XI-XII, e um João Estrategópulo tornou-se grande logóteta (ministro chefe) do Império de Niceia ca. 1216, embora sua relação com Aleixo seja desconhecida. Estrategópulo era aparentemente relacionado à ilustre linhagem Comnena, com um selo datado ca. 1255 portando a inscrição "Aleixo Estrategópulo da família Comneno".
A data de seu nascimento é igualmente desconhecida, mas como é chamado "homem velho" em 1258, deve ter sido em torno da virada do século XIII. De sua própria família, é sabido que teve um filho, Constantino, que, de acordo com Jorge Paquimeres, foi casado com uma filha do sebastocrator Isaac Ducas Vatatzes, irmão do imperador niceno João III Ducas Vatatzes.

### Começo da carreira

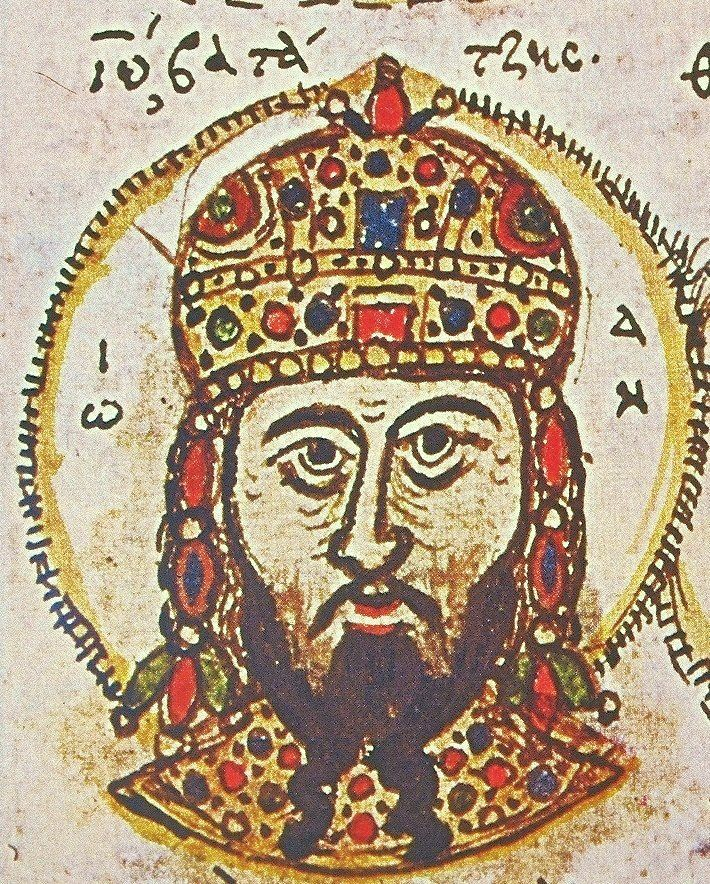
O imperador João III Ducas Vatatzes, sob quem Estrategópulo começou sua carreira militar, e com cuja sobrinha casou seu próprio filho, Constantino

Aleixo Estrategópulo aparece pela primeira vez nas crônicas em 1252-1253, durante o reinado de João III Ducas Vatatzes, quando liderou um destacamento do exército enviado para saquear as áreas do Despotado do Epiro em torno do lago Ostrovo.  Em 1254, foi baseado em Serres, e no ano seguinte, participou, junto com o grande primicério Constantino Tornício, em uma campanha contra a fortaleza de Tzepaina no Ródope Ocidental. A campanha falhou com pesadas baixas, devido, de acordo com Jorge Acropolita, o mal comando de Estrategópulo e Tornício. Eles falharam em reconhecer apropriadamente as forças búlgaras que se opunham a eles, e ao invés disso, seu exército quebrou e fugiu deixando para trás cavalos e equipamentos "para os agricultores e guardadores de porcos búlgaros". Este fracasso enfureceu o imperador Teodoro II Láscaris, que removeu ambos de seus ofícios. Além disso, provavelmente devido a sua ligação estreita com a facção aristocrática em torno de Miguel Paleólogo, seu filho Constantino foi cegado por lesa-majestade, e Aleixo foi preso pouco tempo depois. 
Estrategópulo foi provavelmente libertado da prisão imediatamente após a morte de Teodoro II Láscaris em agosto de 1258. Junto com os outros chefes das famílias aristocráticas, ele foi um proeminente apoiante do bem sucedido golpe de Estado de Miguel Paleólogo contra Jorge Muzalon em uma tentativa de assumir a regência do menor de idade João IV Láscaris. No mesmo ano ele acompanhou o exército que foi enviado, sob o irmão de Miguel, o grande doméstico João Paleólogo, para confrontar os projetos epirotas sobre a Macedônia. Quando Miguel Paleólogo foi proclamado imperador no começo de 1259, João Paleólogo foi promovido a sebastocrator, e Estrategópulo sucedeu-o como grande doméstico. Em 1259, participou na campanha que levou a vitória decisiva sobre uma aliança epirota-siciliana-acaia na batalha de Pelagônia, onde, junto com Nicéforo Rimpsas, ele tomou cativo o destacamento de 400 cavaleiros germânicos enviados por Manfredo da Sicília para ajudar os epirotas. 
Após a vitória nicena, João Paleólogo invadiu a Tessália, enquanto Aleixo Estrategópulo e João Raul Petralifa foram incumbidos de reduzir o Epiro adequadamente. Estrategópulo e Petralifa cruzaram o Pindo, contornaram Janina, que eles deixaram seu cerco, e capturaram a capital epirota, Arta, forçando o déspota Miguel II a fugir para a ilha de Cefalônia. Em Arta eles encontraram e libertaram muitos prisioneiros nicenos, incluindo o historiador Jorge Acropolita. Por esta razão, foi elevado ao posto de césar. No ano seguinte, contudo, os sucessos nicenos foram largamente desfeitos: o déspota Miguel com seus filhos e um exército mercenário italiano desembarcaram em Arta, e a população epirota reuniu-se a sua causa. O exército epirota entrou em confronto com as forças de Aleixo no passo de Tricorfo, próximo de Naupacto; o exército niceno foi derrotado, e Aleixo foi capturado. 

### Reconquista de Constantinopla

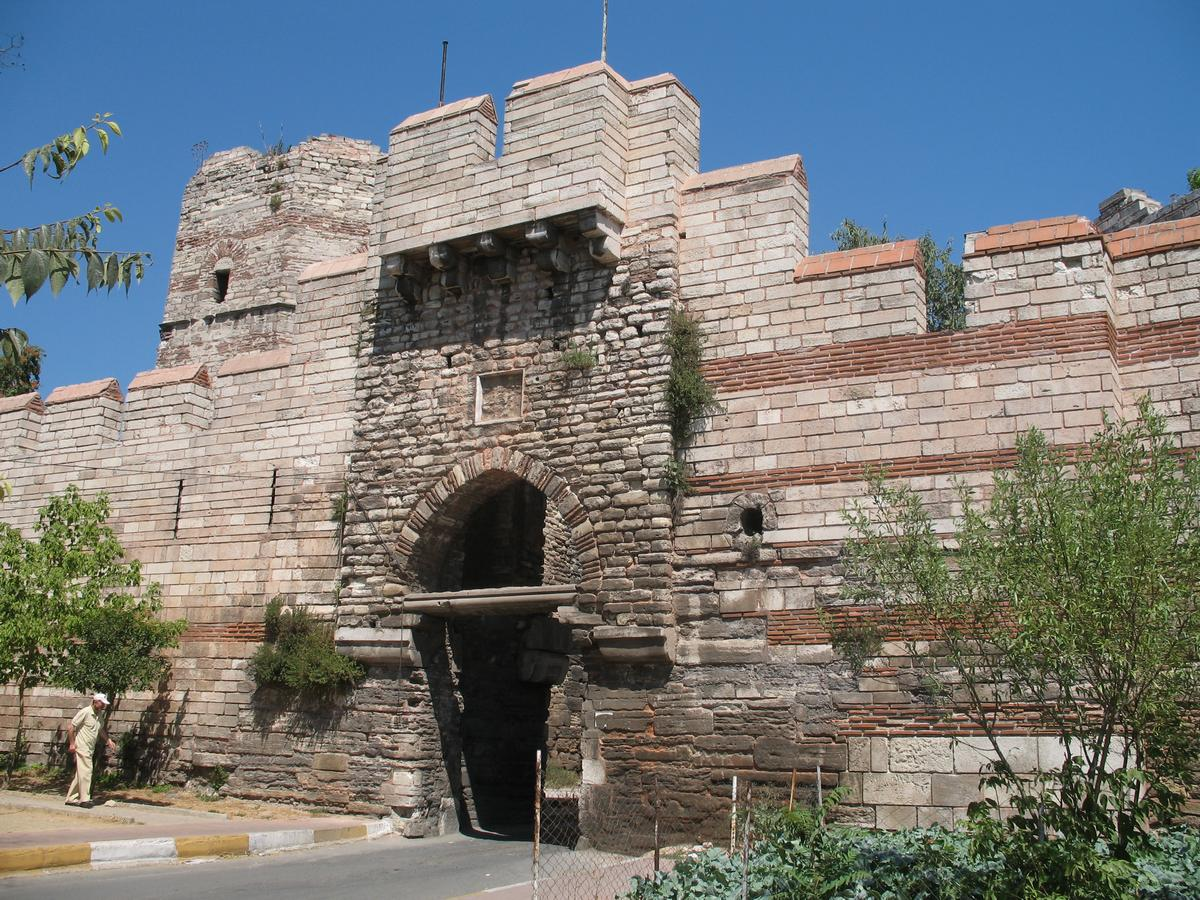
O Portão da Fonte (Pege) ou Portão de Selímbria, por onde o exército bizantino sob Estrategópulo entrou em Constantinopla em 25 de julho de 1261.

Apesar desses revezes, no começo de 1261, o imperador Miguel VIII voltou suas atenções para capturar o grande prêmio: Constantinopla, a capital do Império Bizantino, que tinha sido a sede do Império Latino desde sua captura pela Quarta Cruzada em 1204. Para este fim, Miguel concluiu uma aliança com Gênova em março, e em julho de 1261, como a trégua de um ano concluída após o fracassado ataque niceno estava próxima do fim, Estrategópulo, recentemente libertado da custódia epirota, foi enviado com uma pequena força de 800 soldados (muitos deles cumanos) para manter guarda sobre os búlgaros e espionar as defesas dos latinos.
Quando a força nicena alcançou a vila de Selímbria, cerca de 48 km a oeste de Constantinopla, contudo, eles descobriram com alguns fazendeiros independentes (telematários; thelematarioi em grego) que a guarnição latina inteira, e a frota veneziana, estavam ausentes conduzindo um raide contra a ilha nicena de Dafnúsia. Estrategópulo estava inicialmente hesitante em tomar vantagem da situação, desde que sua pequena força podia ser destruída se o exército latino retornasse logo, e porque ele poderia exceder as ordens do imperador, mas finalmente decidiu em não perder tal oportunidade de retomar a cidade.
Na noite de 24/25 de julho de 1261, Estrategópulo e seus homens aproximaram-se da muralha da cidade e se esconderam no Mosteiro perto do Portão da Fonte (Pege).  O general então enviou um destacamento, que, guiado pelos telematários, conseguiu entrar na cidade através de uma passagem secreta. Eles atacaram a muralha por dentro, surpreendendo os guardas e abrindo os portões, permitindo que a força nicena entrasse. Os latinos foram pegos completamente de surpresa, e após uma breve luta, os nicenos ganharam controle das muralhas. A medida que as notícias se espalharam pela cidade, os habitantes latinos, do imperador Balduíno II às classes baixas, rapidamente correram para os portos do Corno de Ouro, na esperança de escaparem de navio. Ao mesmo tempo, os homens de Estrategópulo incendiaram os edifícios e armazéns venezianos junto da costa para evitar que eles desembarcassem lá. Graças à oportuna volta da frota veneziana, eles conseguiram ser evacuados, mas a cidade foi perdida em definitivo. A recaptura de Constantinopla significou a restauração do Império Bizantino pelos nicenos e, no dia 15 de agosto, o dia da Dormição de Maria, o imperador Miguel entrou na cidade em triunfo e foi coroado na Basílica de Santa Sofia. Os direitos de João IV Láscaris foram deixados de lado, e o jovem foi cegado e aprisionado.
Aleixo foi honrado por Miguel com uma procissão triunfal através da cidade, e a ele foi permitido ter seu nome celebrado nos serviços da igreja por um ano ao lado do imperador e do patriarca. 

### Anos finais
Após o seu feito ter-lhe rendido fama e glória, em 1262 Aleixo foi nomeado novamente para liderar um exército contra Epiro. Desta vez, porém, ele foi derrotado por Nicéforo Ducas, que enviou-o a Manfredo na Itália. Ele foi resgatado em 1265 em troca de Constança II de Hohenstaufen, viúva de João Vatatzes. Ele é mencionado pela última vez em um documento de dezembro de 1270 no qual ele faz uma doação para o mosteiro de Macrinitissa, próximo de Vólos, e morreu em algum momento entre 1271 e 1275, talvez em Constantinopla.